# Parafia św. Józefa w Raczynie
Parafia Świętego Józefa w Raczynie jest jedną z 10 parafii leżącą w granicach dekanatu chodzieskiego. Erygowana w 1947 roku.

## Dokumenty
Księgi metrykalne: 
- ochrzczonych od 1947 roku
- małżeństw od 1947 roku
- zmarłych od 1947 roku